# Tabagwe (Sektor)
Tabagwe (Kinyarwanda Umurenge wa Tabagwe) ist ein Sektor des Distrikts Nyagatare im Norden der Ostprovinz von Ruanda.

## Geographie
Der Sektor Tabagwe hat eine Fläche von 106,6 km². Er setzt sich aus den sieben Zellen Gishuro, Gitengure, Nkoma, Nyabitekeri, Nyagatoma, Shonga und Tabagwe zusammen. Nachbarsektoren sind im Norden Rwempasha, im Osten Nyagatare, im Südosten Rukomo und im Südwesten Karama. Im Westen liegt Tabagwe an der ugandischen Grenze.

## Bevölkerung
Nach Stand der Volkszählung von 2022 liegt die Einwohnerzahl bei 53.528. Zehn Jahre zuvor waren es 33.294, was einem jährlichen Bevölkerungszuwachs von 4,9 Prozent zwischen 2012 und 2022 entspricht.

## Verkehr
Durch den Sektor verläuft die Nationalstraße 22.